# Berdyczów
Berdyczów (ukr. Бердичів, Berdycziw; jid. ‏באַרדיטשעװ‎, Bardiczew) – miasto w obwodzie żytomierskim Ukrainy, siedziba władz rejonu berdyczowskiego, położone 44 km na południe od Żytomierza, nad rzeką Hnyłopiat, prawym dopływem Teterewu.
W Berdyczowie rozwinął się przemysł maszynowy, spożywczy, obuwniczy oraz meblarski. W mieście znajduje się stacja kolejowa Berdyczów.

## Historia

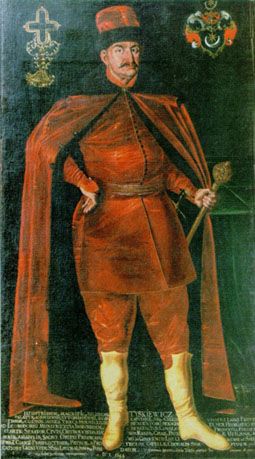
Janusz Tyszkiewicz

Berdyczów był miastem Wielkiego Księstwa Litewskiego, które na mocy unii lubelskiej w 1569 roku weszło w skład Rzeczypospolitej Obojga Narodów. W 1593 roku uzyskał prawa miejskie.
Około 1626 roku wojewoda kijowski Janusz Tyszkiewicz po uwolnieniu z niewoli tatarskiej jako wotum dziękczynne ufundował w Berdyczowie kościół i sprowadził tam karmelitów. Biskup kijowski Stanisław Zaremba w 1647 roku został, według relacji wiernych, uzdrowiony za wstawiennictwem Matki Bożej Berdyczowskiej, której wizerunek ogłosił cudownym. W 1756 roku obraz koronowany został papieskimi koronami.
Berdyczów stał się słynnym ośrodkiem kultu maryjnego, a w XIX wieku także centrum chasydzkim na Wołyniu. Jako prywatne miasto szlacheckie położony był w powiecie żytomierskim województwa kijowskiego i stanowiło własność wojewody kijowskiego Janusza Tyszkiewicza w latach 30. i 40. XVII wieku, którą w 1721 od Tyszkiewiczów kupili Radziwiłłowie jako spadek dla Barbary Franciszki Zawiszy zamężnej z Mikołajem Faustynem Radziwiłłem.
Czasy Augusta III i Stanisława Augusta Poniatowskiego były dla miasta okresem rozwoju. Sanktuarium otoczono potężnym wałem, z mostem zwodzonym i z bastionami uzbrojonymi w 60 armat. Była to prawdziwa twierdza. W tych murach wzrastał karmelita o. Marek Jandołowicz – duchowy przywódca konfederacji barskiej, którego Juliusz Słowacki uczynił głównym bohaterem dramatu Ksiądz Marek (1843). W 1768 roku Kazimierz Pułaski z 700 konfederatami barskimi i 800 cywilami przetrwał 17 dni oblężenia Berdyczowa, trzykrotnie odpierając szturmy.
W 1777 roku w Berdyczowie ukazała się pierwsza polska encyklopedia przeznaczona dla dzieci i młodzieży Krótkie zebranie zarzutów ciekawych o rzeczach tego świata pod, zmysły nam podpadających i je zadziwiających ku pożytkowi młodzi zwięzłemi odpowiedziami ułatwione napisana przez Józefa Iwanickiego  .
W 1793 roku Berdyczów w wyniku II rozbioru Polski został włączony do Rosji, od 1846 roku był siedzibą ujezdu berdyczowskiego. W 1837 roku w Berdyczowie powstał Związek Ludu Polskiego. 15 marca 1850 roku w mieście odbył się ślub Eweliny Hańskiej, dziedziczki pobliskiej Wierzchowni z Honoré de Balzakiem.
Wiosną 1920 roku miasto zostało zajęte przez wojska polskie podczas wyprawy kijowskiej. W lecie 1920 roku podczas wojny polsko-bolszewickiej Rosjanie z 1 Armii Konnej Budionnego wymordowali w szpitalu w Berdyczowie 600 rannych polskich żołnierzy wraz z opiekującymi się nimi pielęgniarkami. Od 1921 roku miasto znajdowało się w składzie Ukraińskiej SRR, rok później włączonej do ZSRR.
7 lipca 1941 roku Berdyczów zajęły wojska niemieckie. 22 sierpnia 1941 roku Niemcy utworzyli w mieście getto dla żydowskich mieszkańców. Przebywało w nim około 20 000 osób. W czerwcu 1942 roku hitlerowcy zlikwidowali getto, a Żydów rozstrzelali w okolicy miasta. Sprawcami zbrodni byli policjanci z niemieckiego 45. rezerwowego batalionu policji, Sonderkommando 4a, Einsatzkommando 5 oraz 5. batalion saperów 5 Dywizji Pancernej SS „Wiking”. Zbrodnią dowodzili: SS-Obergruppenführer Friedrich Jeckeln, SS-Sturmbannführer Martin Besser, SS-Sturmbannführer Fritz Sievert, SS-Hauptsturmführer Alois Hülsdünker oraz SS-Hauptscharführer Fritz Knop.
Po II wojnie światowej miasto wróciło do ZSRR. Od 1991 roku należy do państwa ukraińskiego.

## Demografia
Zgodnie z danymi spisu powszechnego 2001 w Berdyczowie mieszkało 87,6 tys. osób.
| Narodowość | 1926  | 1939  | 1959  | 2001  |
| ---------- | ----- | ----- | ----- | ----- |
| Ukraińcy   | 26,4% | 42,1% | 56,2% | 84,8% |
| Rosjanie   | 8,1%  | 8,7%  | 18,6% | ≈9,5% |
| Polacy     | 8,5%  | 10,1% | 11,7% | ≈5,0% |
| Żydzi      | 55,5% | 37,5% | 11,8% | ≈0,5% |

### Liczba ludności
| Liczba ludności | Liczba ludności |
| --------------- | --------------- |
| 1789            | 2640            |
| 1867            | 52 563          |
| 1897            | 53 351          |
| 1926            | 55 556          |
| 1939            | 62 014          |
| 1959            | 53 206          |
| 1970            | 71 475          |
| 1979            | 80 171          |
| 1989            | 91 629          |
| 2001            | 87 575          |
| 2012            | 78 799          |

### Związani z Berdyczowem

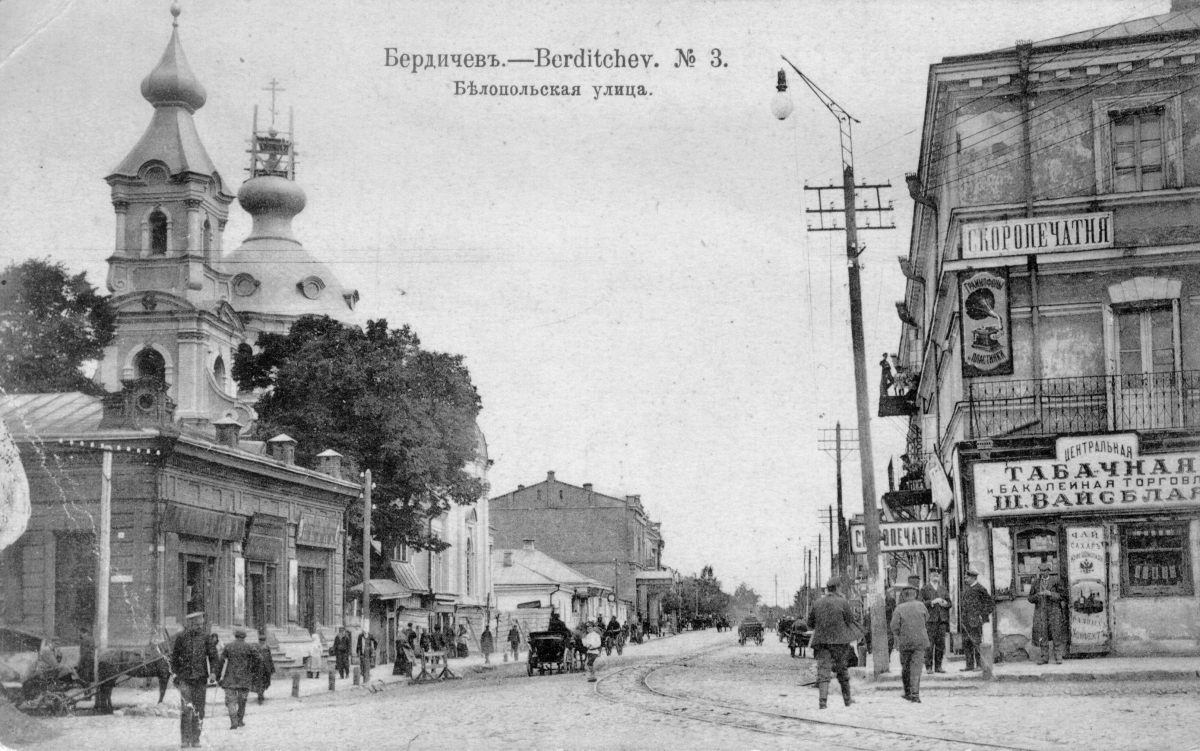
Berdyczów na początku XX wieku

- Władysław Bukowiński – polski ksiądz katolicki, długoletni misyjny duszpasterz w Kazachstanie i całej sowieckiej Azji Środkowej,
- Wanda Wolska-Conus – polska historyk, bizantynolog, filolog klasyczny, mecenas kultury, po drugiej wojnie światowej związana z Francją,
- Polina Gelman – radziecka żołnierka, Bohater Związku Radzieckiego (1946),
- Antonina Girycz (ur. 1939) – polska aktorka teatralna i filmowa,
- Wasilij Grossman – rosyjski pisarz żydowskiego pochodzenia,
- Vladimir Horowitz – amerykański pianista pochodzenia żydowskiego,
- Józef Konrad Korzeniowski (Joseph Conrad) – polski pisarz i nowelista, tworzący w języku angielskim,
- Władysław Kozłowski – polski filozof, socjolog, psycholog, pedagog, literat, powstaniec z 1863 roku,
- Jurij Krymarenko – ukraiński lekkoatleta, mistrz świata,
- Noach Pryłucki – poseł na Sejm Ustawodawczy (1919–1922) pochodzenia żydowskiego, fołkista,
- Udalryk Krzysztof Radziwiłł – polski pisarz i prozaik, generał i poseł Rzeczypospolitej,
- Mikołaj Faustyn Radziwiłł – polski szlachcic, miecznik wielki litewski,
- Ołeksandr Razumkow – ukraiński polityk.

## W kulturze: „Pisz na Berdyczów”
W Pieśni I poematu dygresyjnego „Beniowski” Juliusz Słowacki pisze:

Lecz pan Beniowski liczył lat dwadzieścia,
O doświadczenie jak o grosz złamany
Nie dbał – wolałby mieć wioskę i teścia,
To jest ślubem być dozgonnym związany
Z panną Anielą. – Téj sztuka niewieścia
Sprawiła, że był srodze zakochany;
Na gitarze grał i rym śpiewał włoski,
I wszystko dobrze szło – dopóki wioski
Nie stracił... wtenczas po włosku: addio!
Po polsku: pisuj do mnie na Berdyczów.
Okropne słowa! jeśli nie zabiją,
To serce schłoszczą tysiącami biczów.

Władysław Kopaliński w Słowniku mitów i tradycji kultury o Berdyczowie napisał:
...prawdopodobnie, sądząc z przysłowia, słynne niegdyś ze źle funkcjonującej poczty na kresach polskich...
Podobną etymologię powiedzenia Pisz na Berdyczów podają Nowa księga przysłów i wyrażeń przysłowiowych polskich oraz Jerzy Bralczyk w książce 444 zdania polskie. Natomiast językoznawca Maciej Malinowski na blogu Obcy język polski stawia w wątpliwość przypuszczenie W. Kopalińskiego o źle działającej poczcie w Berdyczowie. Pisze (bez podania źródła tej informacji): ...w rzeczywistości poczta berdyczowska działała bez zarzutu i uchodziła za jedną z najlepszych w regionie. Informuje, że w drugiej połowie XVIII wieku Radziwiłłowie uzyskali od króla Stanisława Augusta Poniatowskiego przywilej dla Berdyczowa zezwalający na organizowanie dziesięciu jarmarków rocznie. Regularnie bywający w mieście wędrowni kupcy jako adres korespondencyjny podawali pocztę w Berdyczowie. Stąd kupieckie zawołanie pisz na Berdyczów. Znaczenie tego zawołania zmieniło swój sens, obecnie używane jest w sytuacjach, w których jedna osoba chce zerwać kontakt z drugą, w rodzaju „pisz donikąd”.

## Zabytki

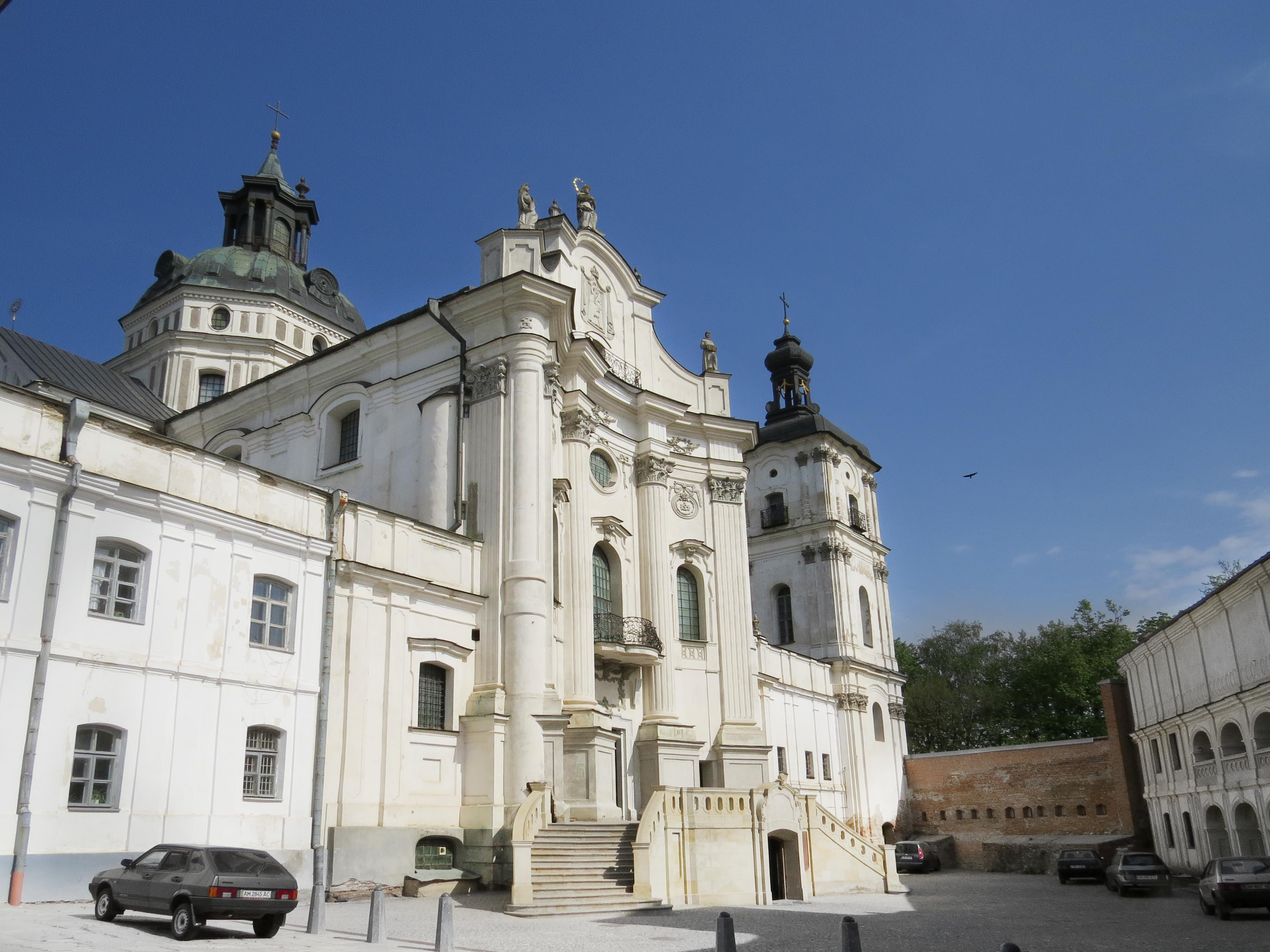
Kościół Niepokalanego Poczęcia NMP

- klasztor warowny karmelitów Bosych z XVII w., ufundowany przez Janusza Tyszkiewicza
- Kościół Niepokalanego Poczęcia NMP z XVIII w. z cudownym obrazem Matki Bożej Berdyczowskiej.
- kościół farny pw. św. Barbary z 1826 roku, w którym ślub wzięli Honoré de Balzac i Ewelina Hańska
- pałac Radziwiłłów z XVIII i XIX wieku
- sobór prawosławny św. Mikołaja z lat 1908–1910
- zamek obronny na stoku góry, odbudowany po zniszczeniu przez Fedora Tyszkiewicza[23]
- gród cadyka Lewi Izaaka z Berdyczowa
- Synagoga Chóralna z XIX wieku
- cerkiew św. Trójcy

## Współpraca
- Jawor
- Siedlce[24]

## Galeria

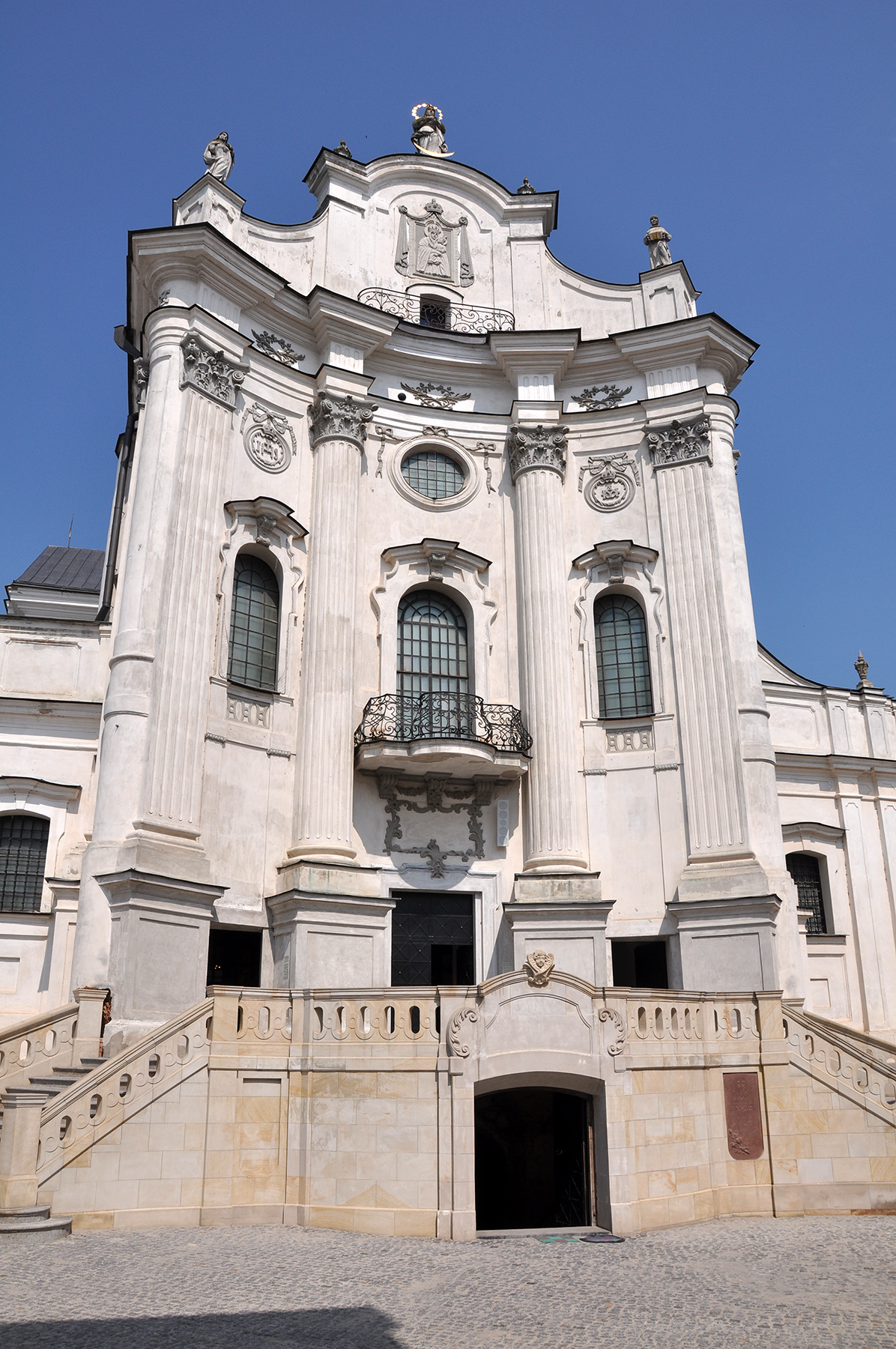
Fasada kościoła Karmelitów Bosych
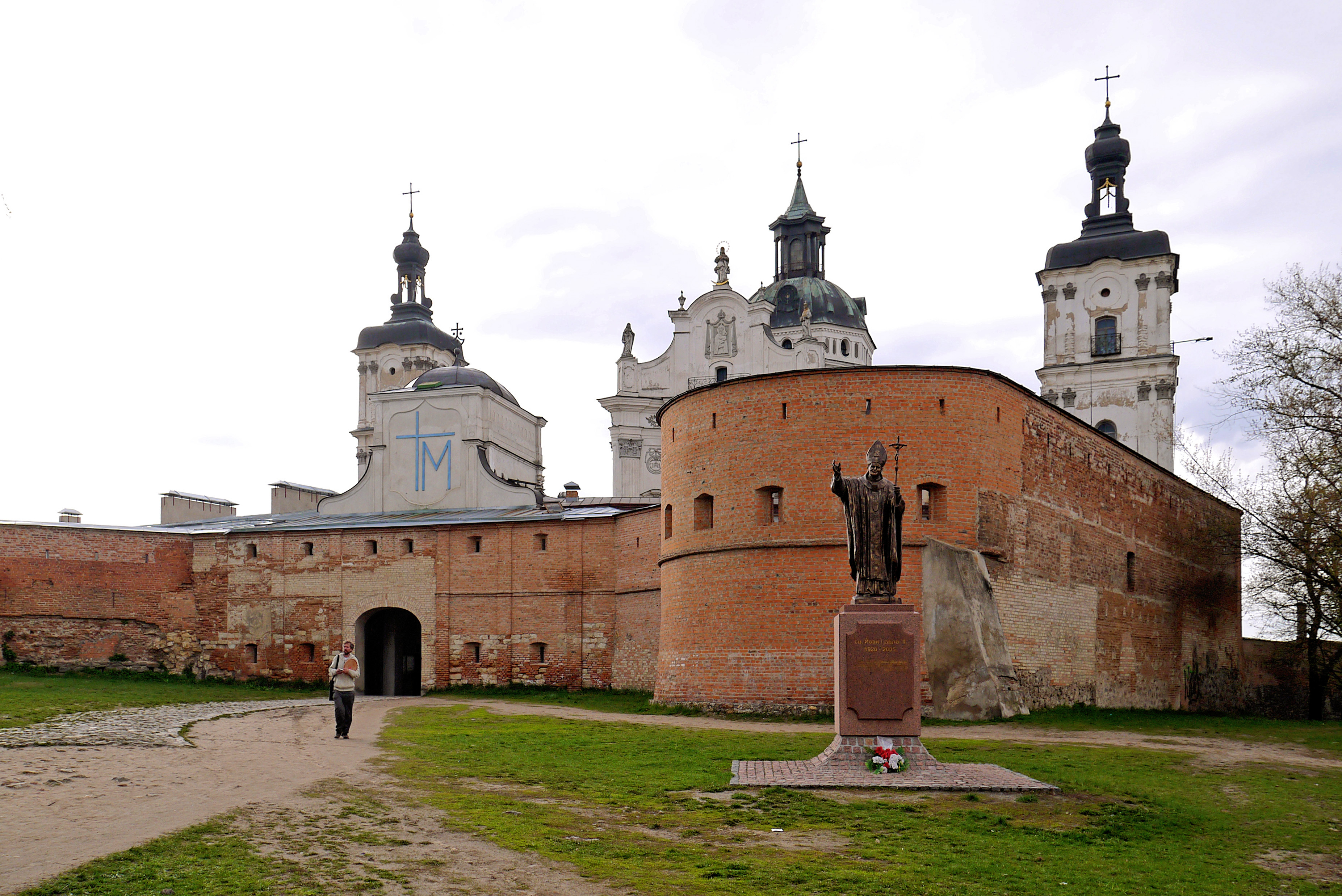
Klasztor Karmelitów Bosych – fortyfikacje
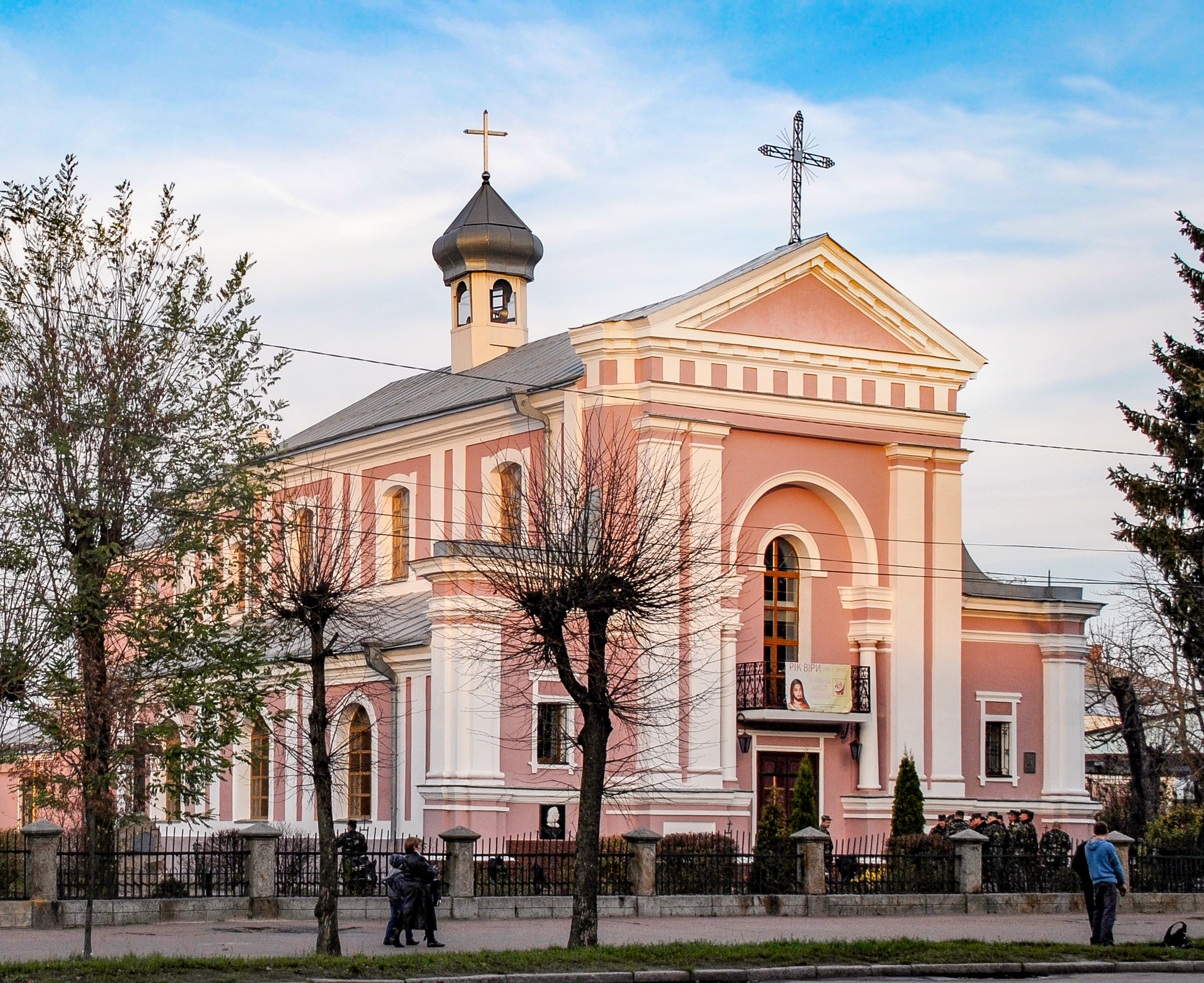
Kościół św.Barbary
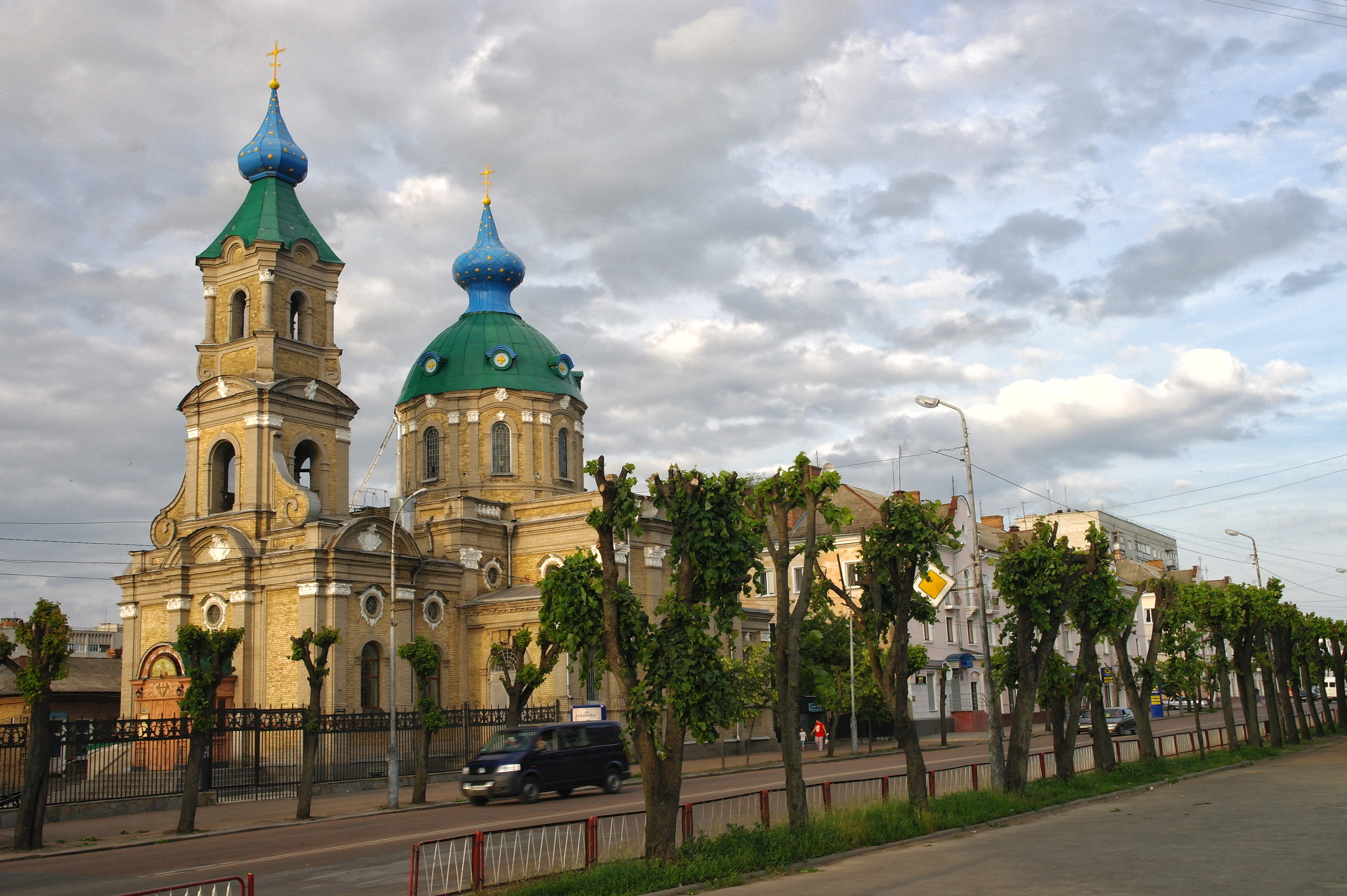
Cerkiew św. Mikołaja
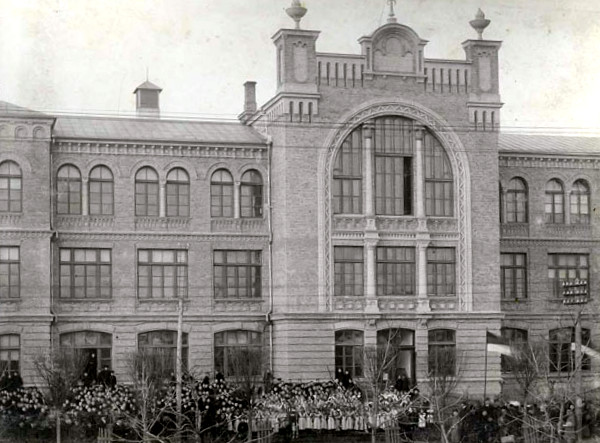
Szkoła z 1913 roku
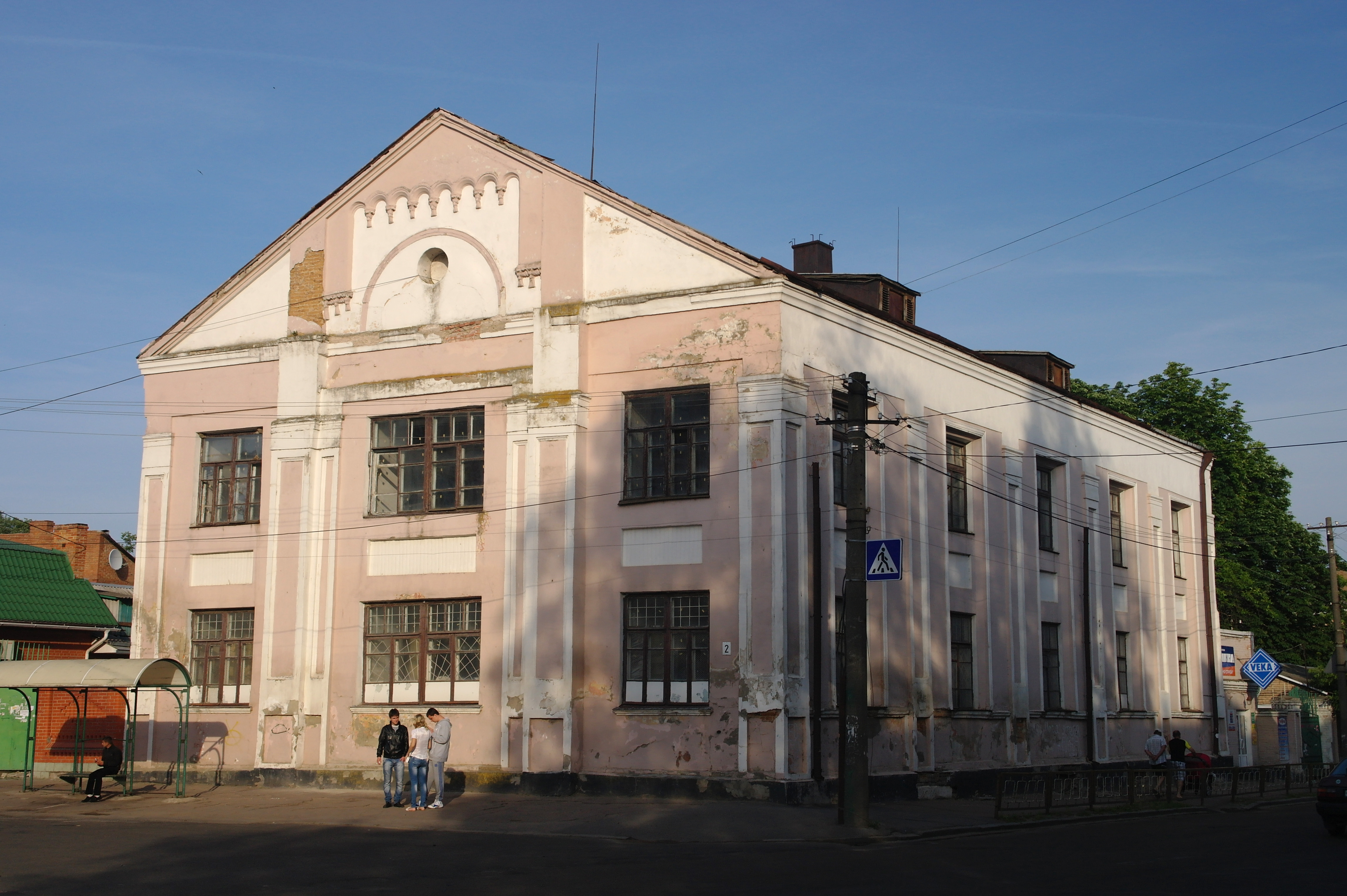
Synagoga
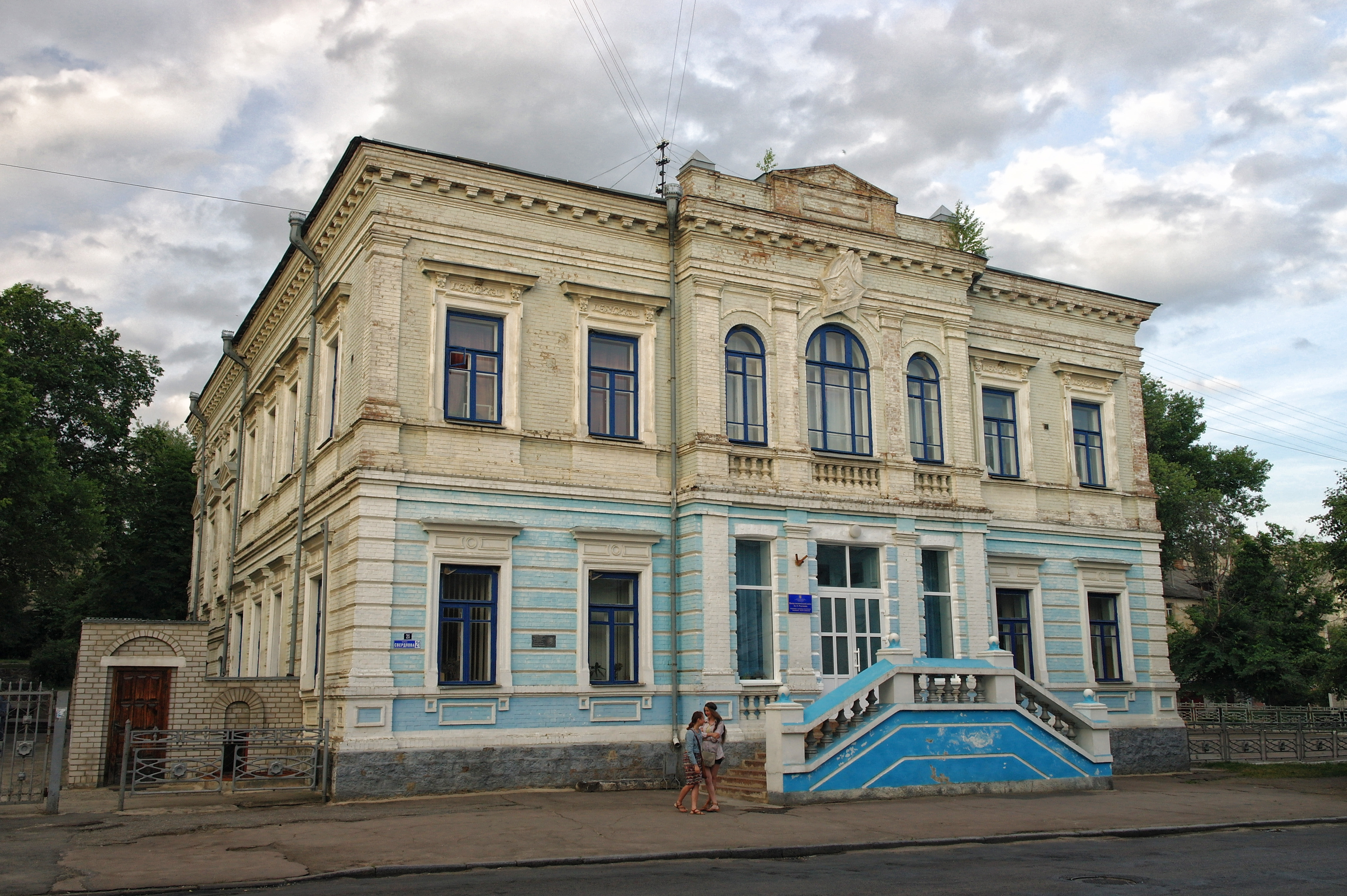
Rada Miasta
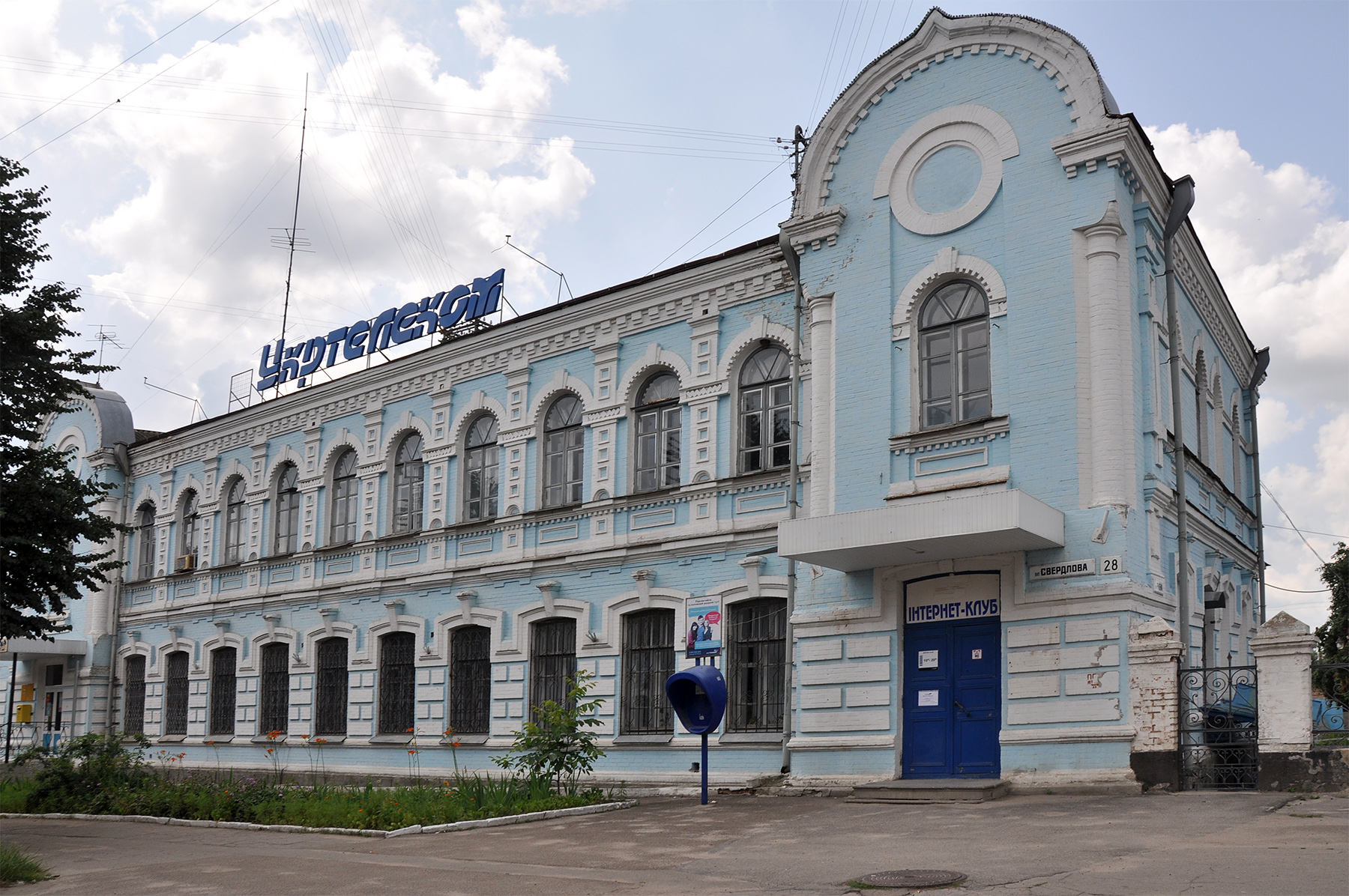
Dawny szpital
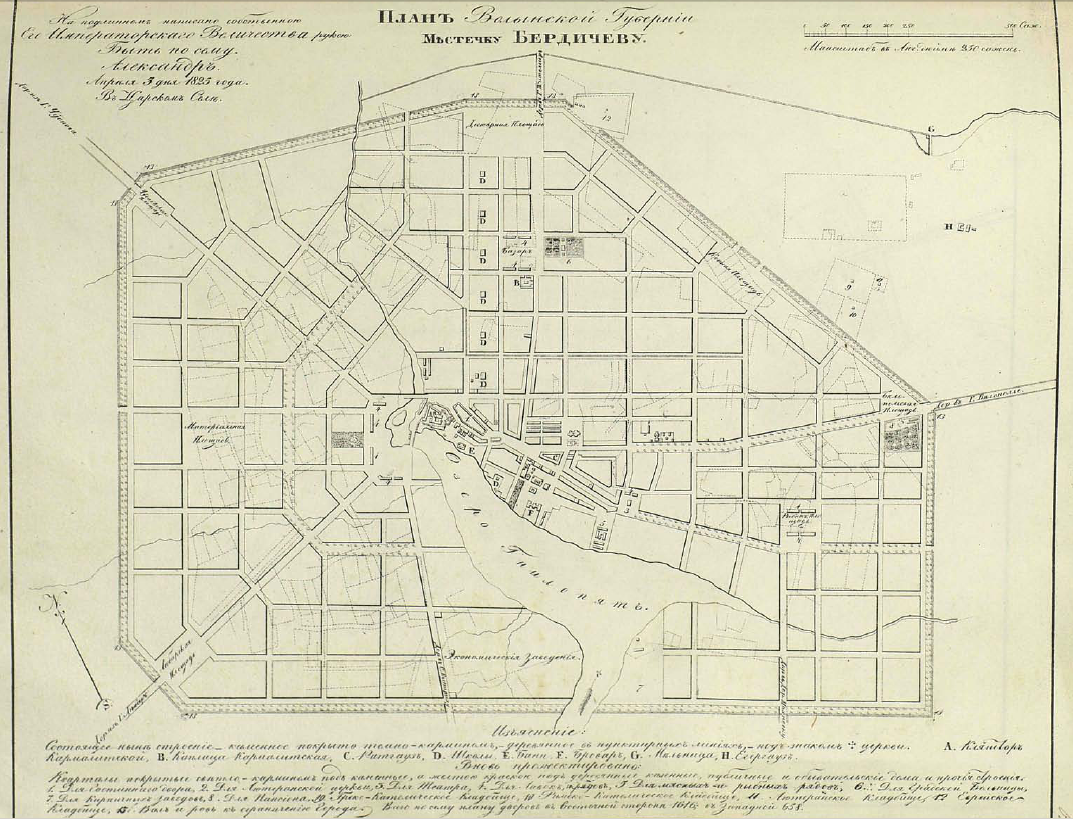
Plan z 1825 roku